# Franz Xaver Böck
Franz Xaver Böck (* 1901; † 1983) war ein deutscher Kommunalpolitiker.
Franz Xaver Böck jun. war Sohn des Dachauer Kommunalpolitikers Franz Xaver Böck sen. (SPD), der in den 1920er Jahren dem Dachauer Gemeinderat angehörte und zeitweise auch Bürgermeister des Ortes war. 
Ebenso wie sein Vater gehörte auch Böck jun. der SPD an und war von 1948 bis 1960 2. Bürgermeister Dachaus. Zwischen 1960 und 1966 hatte er das Amt des Bürgermeisters von Dachau inne. Auf seine Initiative entstand 1961 die Städtische Wohnungsbaugesellschaft. Nach ihm ist die Franz-Xaver-Böck-Straße in Dachau benannt.

## Ehrungen
- 1979: Goldener Ehrenring der Stadt Dachau